# Anna Clementi
Anna Clementi (Roma, 15 dicembre 1958) è una cantante italiana.

## Biografia
Figlia d'arte - il padre, Aldo Clementi, era un affermato compositore - la Clementi si avvicina al mondo della musica studiando a Roma flauto traverso, recitazione e canto e frequentando assiduamente il Centro Sperimentale del Teatro. Nel 1985 si trasferì a Berlino, dove seguì i corsi di Dieter Schnebel in musica vocale sperimentale e teatro musicale presso la Hochschule der Künste.
In seguito all'incontro con lo Schnebel, con cui instaurò anche una proficua collaborazione nell'ambito del gruppo Die Maulwerker, la Clementi informò i primi personali orientamenti stilistici, improntati al repertorio vocale e teatrale di John Cage, già apprezzato dal padre. Fu in questo modo che la cantante sviluppò la sua capacità di combinare in maniera armoniosa, audace e babilonica voce, linguaggio, danza e recitazione: quest'unione simultanea di diversi linguaggi artistici - canto, parola, gesto - si fonde con uno stile che oscilla tra la musica contemporanea, l'elettroacustica, il teatro musicale e la club music. Significativo, in tal senso, osservare che la Clementi non ama definirsi cantante, bensì «attrice della parola», proprio a testimonianza di questa sua tendenza a evocare le sottili corrispondenze interiori tra le diverse forme dell'arte.
Nel 1990 ha fondato insieme al cantante newyorkese Gisburg il Duo Alliin Gäa. Oltre alla musica classica contemporanea, il suo repertorio comprende jazz, improvvisazione libera, performance art, house, dub e spettacoli di cabaret. Tra le numerose altre collaborazioni degne di menzione risultano quelle con Dieter Schnebel, Laura Bianchini, Maria Cristina De Amicis, Nicola Sani, Agostino di Scipio, Aldo Clementi, Roberta Vacca, Iris ter Schiphorst, Daniel Ott, Laurie Schwartz, Josef Anton Riedl, Aleks Kolkowski, Emanuele Casale, Rupert Huber e Lars Sandberg.